# Cooke
Cooke je priimek več oseb:
- Bernard Edward Cooke Dixon, britanski general
- Robert Thomas Cooke, britanski general
- Ronald Basil Bowen Bancroft Cooke, britanski general
- Terence James Cooke, ameriški rimskokatoliški duhovnik
- Terry Cooke, angleški nogometaš